# Pierre Bertrand (philosophe)
Pour les articles homonymes, voir Pierre Bertrand et Bertrand.
Pierre Bertrand (1946-) a longtemps été professeur de philosophie. Auteur d'une œuvre importante, il mène, dans une langue claire et sensible qui convoque art, littérature et science, une réflexion minutieuse et patiente où il approfondit les thèmes de la vie et de la création.

## Ouvrages publiés
- L'oubli, révolution ou mort de l'histoire, Presses Universitaires de France, 1975.
- L'artiste, L'Hexagone, 1985.
- Une vraie rupture. Méditations sur Fitzgerald, Lawrence, Nietzsche, Hurtubise HMH, 1987.
- Éros et liberté, Humanitas, 1988.
- Du philosophe. Une attitude singulière et impersonnelle, Triptyque, 1988.
- Vie, Humanitas, 1990.
- Les ailes du songe. Rêve et réalité dans la bulle humaine, Humanitas, 1992.
- La ligne de création, Les Herbes Rouges, 1993.
- À pierre fendre. Essais sur la création, Humanitas, 1994.
- Méditations I. Penser et créer, Humanitas, 1995.
- Le silence de la pensée. L'immanence une et multiple, Humanitas, 1995.
- Méditations II. Voyager et combattre, Humanitas, 1996.
- Logique de l'excès, Les Herbes Rouges, 1996.
- La vie au plus près, Liber, 1997.
- Le cœur silencieux des choses. Essai sur l'écriture comme exercice de survie, Liber, 1999.
- Éloge de la fragilité, Liber, 2000.
- L'art et la vie, Liber, 2001.
- Pour l'amour du monde, Liber, 2002.
- Connaissance de soi et vie quotidienne (avec des poèmes de Sylvie Gendron), Liber, 2003.
- L'intelligence du corps, Liber, 2004.
- La conversion du regard, Liber, 2005.
- Exercices de perception, Liber, 2006.
- L'intime et le prochain. Essai sur le rapport à l'autre, Liber, 2007.
- Paroles de l'intériorité. Dialogue autour de la poésie (avec Martin Thibault), Liber, 2007.
- Le défi de vivre, Liber, 2009.
- Pourquoi créer?, Liber, 2009.
- La part d'ombre, Liber, 2010.
- Si on parlait d'amour (avec Martin Thibault), Trois-Pistoles, 2011.
- De drôles de bêtes. Essai sur la mort (avec Martin Thibault), Trois-Pistoles, 2011.
- Cette vie en nous, Liber, 2012.
- La liberté du regard, Liber, 2014.
- Ėloge de la fragilité, Bibliothèque québécoise, 2014.
- Le cœur silencieux des choses. Essai sur l'écriture comme exercice de survie, Bibliothèque québécoise, 2015.
- Ouverts à ce qui nous dépasse. Essai sur le présent vivant, Liber, 2015.
- La voie vivante. L'avancée du corps-esprit, Liber, 2017.
- Nous sommes vie, nous sommes mouvement, Liber, 2018.
- La lumière monte de l'obscurité. Variations sur les thèmes de la vision et de la création, Liber, 2019.
- Pour demeurer bien vivants, Liber, 2020.
- Philosophie et création, Liber, 2021.
- N'être qu'une fois, Liber, 2O22.